# Bauhinia rutilans
Bauhinia rutilans är en ärtväxtart som beskrevs av George Bentham. Bauhinia rutilans ingår i släktet Bauhinia och familjen ärtväxter. Inga underarter finns listade i Catalogue of Life.